# Đánh dấu vai nghĩa
Đánh dấu vai nghĩa, hay gán nhãn vai nghĩa, gán nhãn vai trò ngữ nghĩa, đôi khi còn được gọi là phân tích ngữ nghĩa nông, là một bài toán trong xử lý ngôn ngữ tự nhiên bao gồm hai nhiệm vụ chính: phát hiện các đối ngữ nghĩa liên hệ với vị ngữ hay động từ của câu và phân loại chúng vào các vai trò riêng. Ví dụ, câu "Hương đã bán quyển sách cho Hùng", bài toán đặt ra là cần nhận ra động từ "bán" là vị từ, "Hương" là người bán, "quyển sách" là vật được đem bán, và "Hùng" là người mua. Đây là một bước quan trọng để hiểu nghĩa của một câu. Một biểu diễn ngữ nghĩa như vậy là dạng trừu tượng bậc cao hơn cây cú pháp. Ví dụ, câu "Quyển sách đã được bán bởi Hương cho Hùng" có dạng cú pháp khác, nhưng có cùng vai trò ngữ nghĩa.

## Ứng dụng
Gán nhãn vai nghĩa có ứng dụng như là một thành phần của những hệ thống như: dịch máy, hệ hỏi đáp, hệ tóm tắt văn bản, hệ trích xuất thông tin, phân tích ngữ nghĩa, phân tích cú pháp.